# The Dome (Berg)
The Dome (englisch für Die Kuppel) ist ein 1724 m hoher Berg in der antarktischen Ross Dependency. In der Dominion Range ragt er östlich des Jotunheim Valley und südlich des Mount Mills auf.
Teilnehmer der Terra-Nova-Expedition (1910–1913) des britischen Polarforschers Robert Falcon Scott benannten ihn deskriptiv.